# Keren Peles

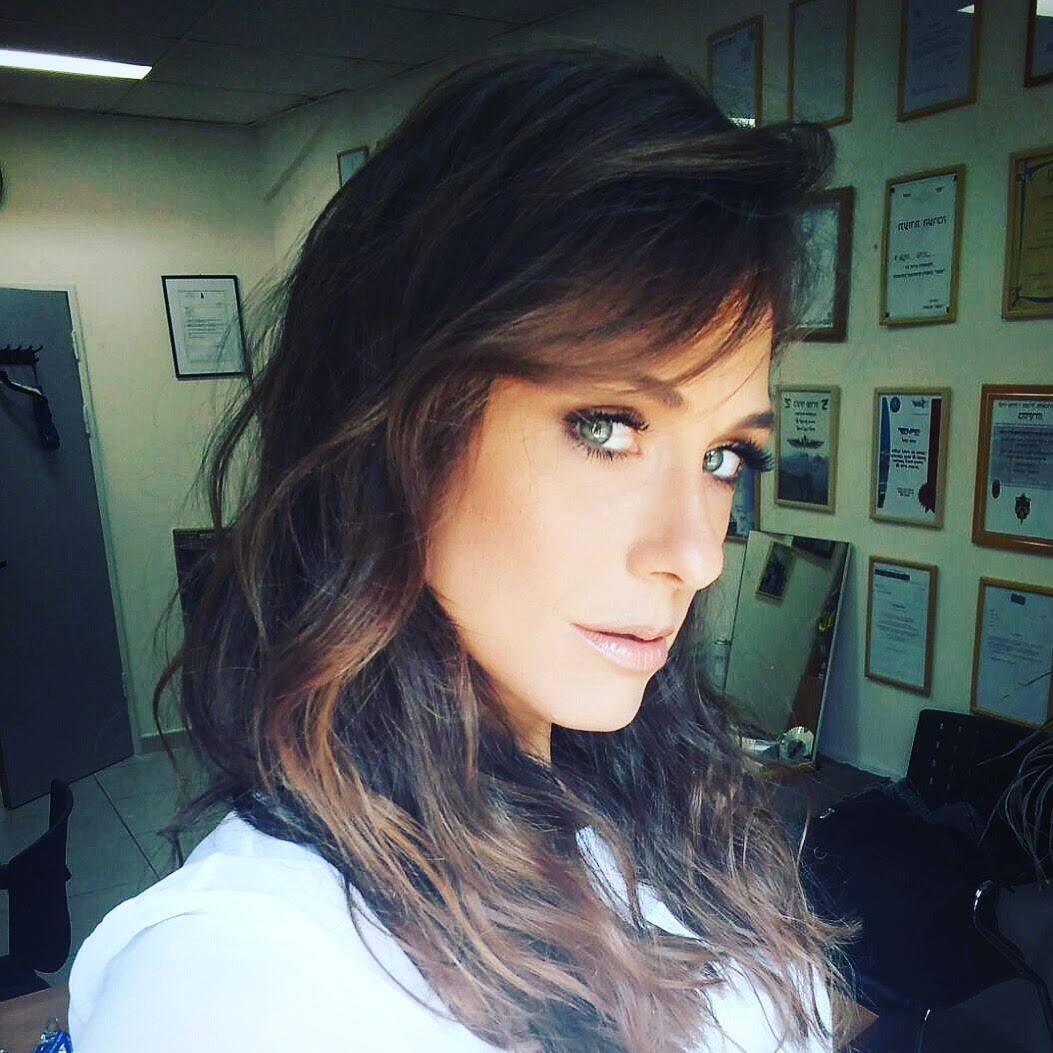
Keren Peles, 2015

Keren Peles Toor (hebräisch קרן פלס טור, geb. 11. März 1979) ist eine israelische Sängerin, Pianistin und Komponistin.

## Leben und Karriere
Keren Peles wuchs in Jabneel auf und besuchte die Jare’ach-Oberschule im Jordan-Tal. Als Kind lernte sie Flöte und Klavier spielen. Nach ihrem Militärdienst studierte sie an der Rimon-Musikschule für Jazz und zeitgenössische Musik in Ramat haScharon. 
Im Jahr 2005 wurde sie mit Kompositionen für Miri Mesika (darunter LeSham und BaKirkas Haze) und Shiri Maimon bekannt. 2006 erschien ihr Debüt-Album Im Ele HaChaim (deutsch Wenn das das Leben ist …), das sich mit mehr als 35.000 Einheiten verkaufte. 2008 erschien ihr zweites Album Mabul (deutsch Flut), das sich mehr als 20.000 Mal verkaufte, 2010 das Album Bein HaIr LaKfar (deutsch Zwischen Stadt und Land) mit mehr als 30.000 Verkäufen. Alle drei Alben erreichten damit in Israel Gold-Status. Zuletzt erschien 2013 das vierte Album Eich SheHaShemesh Tisrach (deutsch Wie die Sonne scheinen wird).
Zusammen mit Avi Ohayon und Stav Beger schrieb sie den Song Hurricane, mit dem die Sängerin Eden Golan 2024 beim Eurovision Song Contest 2024 Israel vertrat. Sie schrieb außerdem mit Tamir Hitman das Stück New Day Will Rise, mit dem Yuval Raphael beim Eurovision Song Contest 2025 den zweiten Platz belegte. Beide Titel sind Reaktionen auf den Terrorangriff der Hamas auf Israel 2023.

## Diskografie

### Alben
| Jahr | Originaltitel                | Transliteration                  |
| ---- | ---------------------------- | -------------------------------- |
| 2006 | אם אלה החיים                 | Im Ele HaChaim                   |
| 2008 | מבול                         | Mabul                            |
| 2010 | בין העיר לכפר                | Bein HaIr LaKfar                 |
| 2013 | איך שהשמש תזרח               | Eich SheHaShemesh Tisrach        |
| 2016 | רמי קלינשטיין קרן פלס        | Keren Peles Rami Kleinstein      |
| 2016 | רמי קלינשטיין קרן פלס (Live) | Keren Peles Rami Kleinstein Live |
| 2020 | שקופים                       | (Kompilation)                    |
| 2024 | שקופים 2                     | (Kompilation 2)                  |

### Singles (Auswahl)
- 2006: איתי
- 2006: אם אלה החיים
- 2008: מבול
- 2012: לייק וואנקה
- 2013: כלום לא טעים
- 2014: No Diggity / California Love (mit Red Band)
- 2016: לחיות (mit Rami Kleinstein)
- 2018: כל שנה יש אפריל (mit Amir Dadon)
- 2018: שקופים (mit Ron Buhnik)
- 2019: מעבר לנהר (mit Ron Buhnik)
- 2019: ?מי אני
- 2019: באת לי פתאום (mit Roni Alter)
- 2020: רסיסים (אקוסטי) (mit Raviv Kaner)
- 2020: כלום לא טעים (mit Eldad Cohen)
- 2020: בך לא נוגע (mit Alon Eder)
- 2020: אין סוף ללילה
- 2021: אושר בא והולך (mit Mosch Ben-Ari)
- 2021: ימים אחרים